# ديفيد غريغوري (لاعب كرة قدم بريطاني)
ديفيد غريغوري (بالإنجليزية: David Gregory)‏ هو لاعب كرة قدم بريطاني في مركز حراسة المرمى، ولد في 1 أكتوبر 1994 في كرويدون في المملكة المتحدة. لعب مع كريستال بالاس.